# Tetragnatha tonkina
Tetragnatha tonkina este o specie de păianjeni din genul Tetragnatha, familia Tetragnathidae, descrisă de Simon, 1909.
Este endemică în Vietnam. Conform Catalogue of Life specia Tetragnatha tonkina nu are subspecii cunoscute.